# Trois Femmes (film, 1952)
Pour les articles homonymes, voir Trois femmes.
Pour plus de détails, voir Fiche technique et Distribution.
Trois Femmes est un film à sketches français en noir et blanc d'André Michel sorti en 1952.
Il s'agit d'une adaptation de trois nouvelles de Guy de Maupassant. Les titres des sketches reprennent ceux des nouvelles de Maupassant :
- Boitelle avec Jacques Duby, Moune de Rivel.
- Mouche avec Marcelle Arnold, Jacques Fabbri, Pierre Olaf, Raymond Pellegrin, Marcel Mouloudji, Catherine Erard
- L'Héritage avec Michel Bouquet, René Lefèvre, Pierre Palau, Bernard Noël, Jean Ozenne, Jean Mercure

## Synopsis
1) "Zora" : A la fin du service militaire, Antoine Boistelle s'éprend d'une jolie femme noire. Il lui propose le mariage. Tous deux éperdus de bonheur, ils prennent le train jusqu'à Beuvron où les attendent les parents fermiers d'Antoine...
2) "Coralie" : Coralie Cachelin, a épousé un fonctionnaire zélé, Lesable. Quand meurt Charlotte, sa tante à héritage, le notaire lui apprend qu'elle touchera un million de francs mais à une condition, qu'elle donne naissance à un enfant dans les deux ans...
3) "Mouche" : Mouche est la barreuse dominicale de cinq amis canotiers. Légère et aérienne, elle fait tourner les cinq têtes. Quand il apparaît qu'elle est enceinte, les cinq hommes en revendiquent la paternité...

## Fiche technique
- Titre : Trois Femmes
- Réalisation : André Michel
- Scénario : Claude Accursi et Jean Ferry
- Musique : Louis Beydts et Georges van Parys
- Décors : Alexandre Hinkis
- Costumes : Mayo, Jean Zay
- Photographie : Maurice Barry, André Bac et Henri Alekan
- Son : Roger Cosson, Louis Hochet et Pierre Calvet
- Montage : Victoria Mercanton
- Production : Robert Dorfmann et Pierre Lévy
- Société de production : Silver Films
- Pays d'origine :  France
- Langue : français
- Format : Noir et blanc - 1,37:1 - 35 mm - Son mono
- Genre : Comédie dramatique, film à sketches
- Durée : 104 minutes
- Date de sortie :
  - France : 13 août 1952[1]

## Distribution
Par ordre alphabétique.
- Luc Andrieux : un employé
- Marcelle Arnold
- Madeleine Barbulée
- Michel Bouquet : M. Lesable
- Georges Chamarat : Boissel
- Roger Corbeau
- Betty Daussmond : tante Charlotte
- Agnès Delahaie : Coralie Cachelin
- Blanche Denège
- Moune de Rivel : Zora
- Gérard Darrieu : un hussard
- Roland Dubillard : un garçon de bureau
- Jacques Duby : Antoine Boitelle
- Jacqueline Duc : Julie

- Catherine Erard : Mouche
- Jacques Fabbri : Albert
- Guy Favières : le père Savon
- Florelle
- Jacques François : Horace
- René Lefèvre : M. Cachelin
- Marcel Lupovici : le capitaine Bouffard
- Rodolphe Marcilly : Un garçon de bureau
- Maryse Martin : la mère Boitelle
- Franck Maurice
- Jean Mercure
- André Moreau : l'aubergiste
- Marcel Mouloudji : Raoul
- Bernard Noël : M. Maze
- Pierre Olaf : P'tit bleu
- Jean Ozenne : le notaire
- Pierre Palau : M. Torcheboeuf
- Raymond Pellegrin : Julien
- Maryse Paillet : La servante
- Sarah Rafale
- Max Rogerys : Marcello
- Jean-Pierre Serreau : un employé
- Germaine Stainval
- Rosy Varte : Paméla
- Julien Verdier : le père Boitelle
- Yvonne Yma : la cousine

## Distinctions
Le film a été présenté en sélection officielle en compétition au Festival de Cannes 1952.